# Coptera inaequalifrons
Coptera inaequalifrons is een vliesvleugelig insect uit de familie van de Diapriidae. De wetenschappelijke naam van de soort is voor het eerst geldig gepubliceerd in 1942 door Jansson.